# Семантическая оптимизация запросов СУБД
Семантическая оптимизация запросов СУБД — процесс валидации и преобразования синтаксического дерева запроса в форму, пригодную для дальнейших шагов оптимизации.
На этой стадии выполняется:
1. Преобразование запросов в каноническую форму;
  1. Раскрытие представлений;
  2. Преобразование подзапросов в соединения;
  3. Спуск предикатов
2. Упрощение условий и распределение предикатов;
3. Преобразование дерева условий в пути выборки.

## Преобразование запросов в каноническую форму
Запросы приводятся в каноническую форму, то есть переписываются так, чтобы они содержали минимальное количество операторов SELECT (соединение-фильтрация-проекция). Везде, где возможно, запрос должен быть приведен к форме единственного оператора SELECT. Это может позволить последующим фазам оптимизации сгенерировать значительно более эффективный (на 2-3 порядка) план выполнения для сложных запросов.

### Раскрытие представлений
Раскрытие представлений применяется для того, чтобы итоговый запрос содержал ссылки только на материализованные отношения (таблицы) и было возможным использовать конвейерную обработку данных.
| Исходный запрос                                                     | Результат                               |
| ------------------------------------------------------------------- | --------------------------------------- |
| select a from V where cond2 где V as select a, b from T where cond1 | select a from T where (cond1 and cond2) |

### Преобразование подзапросов в соединения
Преобразование подзапросов в соединения необходимо для применения конвейерной обработки данных и минимизации объема результатов подзапросов, аккумулируемых во временной дисковой или в оперативной памяти.
| Исходный запрос                                                                | Результат                                                     |
| ------------------------------------------------------------------------------ | ------------------------------------------------------------- |
| select distinct T.a from T where T.b in (select T1.b from T1 where T1.c < T.c) | select distinct T.a from T,T1 where T.b = T1.b and T1.c < T.c |

### Спуск предикатов
| Исходный запрос                  | Результат                            |
| -------------------------------- | ------------------------------------ |
| (A join B) where condA and condB | (A where condA) join (B where condB) |

## Упрощение условий и распределение предикатов

### Упрощение условий
Выполняется путём преобразования дерева логических операций в КНФ и упрощения полученной логической функции.
Преобразования дерева логических операций в КНФ выполняется следующим образом:
1. Для всех дизъюнкций, входящих в прямом виде, применяется распределительный закон:

```
P OR (Q AND R) = (P OR Q) AND (P OR R)
(P AND Q) OR R = (P OR R) AND (Q OR R)

```

1. Для всех дизъюнкций, входящих в инверсном виде, применяется правило де Моргана:

```
NOT (P OR Q) = NOT P AND NOT Q

```

Преобразование продолжается рекурсивно до тех пор, пока дерево не будет состоять из конъюнкций конституэнт 0.
Полученная логическая функция находится в конъюнктивной нормальной форме, но избыточна.
Для упрощения применяют методы оптимизации логических функций, такие как Эспрессо (Логика) или Куайна-Мак-Класки.

### Распределение предикатов
Распределение предикатов выполняется
1. для всех предикатов вида:

A.B pred C
для которых существует предикат
A.B = D.E
В результате получаем предикат
D.B pred C
где C — константа; A,D — отношения; B,E — сравниваемые атрибуты.
Данное упрощение выполняется на основе предположения, что исходный предикат A.B pred C может быть эффективней для отношения D.
1. для каждого условия объединения вида:

A.B pred D.E
генерируется обратное условие
D.E inversed pred A.B
для возможности выполнить соединение в обратном порядке.

### Преобразование дерева условий в пути выборки
После упрощения дерева условий каждая конъюнкция в дереве представляет собой путь выборки. Предикаты внутри конъюнкций группируются по принадлежности к отношениям. Для получения итогового результата необходимо объединить результаты каждого из путей выборки.